# 台湾厚蟹
台湾厚蟹（学名：Helice formosensis）为弓蟹科厚蟹属的动物。分布于台湾等地，生活环境为海水，常生活于海岸。可醃漬食用或當作釣餌